# Propylencarbonat
Propylencarbonat (4-Methyl-1,3-dioxolan-2-on) ist eine klare, farblose, leicht bewegliche, fast geruchlose Flüssigkeit. Als Carbonat ist es ein Ester der zweiwertigen Kohlensäure, hier mit dem zweiwertigen Alkohol 1,2-Propandiol. Es wird unter anderem als polares Lösungsmittel verwendet, hat aber weitaus mehr Anwendungsmöglichkeiten.
Es ersetzt zunehmend die ökologisch und vom Arbeitsschutz her bedenklicheren Kresole.

## Herstellung
Propylencarbonat entsteht als Nebenprodukt bei der Polypropylencarbonatsynthese aus Propylenoxid und Kohlendioxid. Es kann auch aus Propylenglycol und Harnstoff mit Zinkeisenmischoxid-Katalysator hergestellt werden.

## Eigenschaften
Propylencarbonat weist ein sehr hohes Dipolmoment auf, was zur Eignung als Lösungsmittel führt.

(R)-Propylencarbonat (links) und (S)-Propylencarbonat (rechts). In der Regel wird ein 1:1-Gemisch dieser Verbindungen eingesetzt.

### Stereoisomerie
Propylencarbonat besitzt ein stereogenes Zentrum. Folglich gibt es zwei Stereoisomere, (R)- und (S)-4-Methyl-1,3-dioxolan-2-on. Gewöhnlich wird Propylencarbonat in der Technik als 1:1-Gemisch (Racemat) von (R)- und (S)-4-Methyl-1,3-dioxolan-2-on eingesetzt. In der enantioselektiven Synthese werden bisweilen jedoch die reinen Enantiomeren (R)- oder (S)-4-Methyl-1,3-dioxolan-2-on genutzt.

### Sicherheitstechnische Kenngrößen
Propylencarbonat bildet bei höherer Temperatur entzündliche Dampf-Luft-Gemische. Die Verbindung hat einen Flammpunkt bei 135 °C. Die untere Explosionsgrenze liegt bei 2,3 Vol.‑% (98 g/m3). Die Zündtemperatur beträgt 430 °C. Der Stoff fällt somit in die Temperaturklasse T2.

## Verwendung
- Lösungsmittel zum Beispiel in Tinten, Farben, Universalreinigern, Teerentfernern, Nagellackentferner
- Kosmetik- und Hautpflegeprodukte, beispielsweise Lippenstift oder Mascara. Es dient üblicherweise als Lösungsmittel für einige der Zutaten, um eine gleichmäßige Durchmischung zu gewährleisten. Außerdem verringert es die Viskosität des Produkts. Übliche Konzentrationen sind von kleiner 0,1 % bis maximal 5 %.[8]
- In medizinischen Salben erleichtert es das Lösen oder Dispergieren der Wirkstoffe.[9]
- Entfettung von Metallen, Reinigung[10]
- Extraktionsmittel für aromatische Kohlenwasserstoffe
- Lösungsmittel für die Elektrolyte in Lithiumionenakkumulatoren
- Elektrolytsysteme für elektrochemische Untersuchungen und galvanische Abscheidung stark elektropositiver Metalle (z. B. Alkalimetalle, Lanthanoide) und leitfähiger Kunststoffe wie Polymethylthiophen (Elektropolymerisation)
- Kernsandbindemittel in der Gießerei-Industrie und als Quellmittel für spezielle Tonminerale z. B. bei Farben, Kosmetika oder Schmiermitteln
- Zwischenprodukt in der chemisch-organische Synthese / Reaktant
- Weichmacher für Kunststoffe
- Flüssigkeit in Flüssigkeitsthermometern[11]